# Partido Cívico Democrático (Hungría)
El Partido Cívico Democrático (en húngaro: Polgári Demokrata Párt, PDP) fue un partido político liberal de Hungría fundado durante el final de la Segunda Guerra Mundial. El partido fue de corta duración, ya que fue prohibido en 1949.

## Historia
El partido se estableció a finales de 1944 como sucesor del Partido de la Libertad Cívica. Géza Teleki fue elegido como el primer líder del partido. En las elecciones parlamentarias de Hungría de 1944 el PDP ganó 21 escaños de la Asamblea Nacional Interina. Sin embargo, la oposición comunista a Teleki lo llevó a perder su lugar en el Gabinete y renunció como líder del partido en junio de 1945.
Aunque el PPD fue condenado al ostracismo por los partidos de izquierda en el período previo a las elecciones parlamentarias de Hungría de 1945, todavía tenía alrededor de 60.000 miembros, mientras que su periódico Világ tenía una circulación de alrededor de 80.000. En las elecciones, el partido ganó dos escaños, ocupados por Sándor Szent-Iványi y la activista por los derechos de las mujeres Margit Slachta. Sin embargo, Slachta dejó el partido en enero de 1946 para sentarse como independiente.
En las elecciones parlamentarias de Hungría de 1947, el partido obtuvo tres escaños. Antes de las elecciones de 1949, varios partidos se fusionaron para formar el Frente Popular de la Independencia de Hungría, dirigido por los comunistas, mientras que el PDP estaba prohibido.

## Desempeño electoral
| Año  | Votos  | %   | Bancas ganadas | Nota      |
| ---- | ------ | --- | -------------- | --------- |
| 1945 | 76,393 | 1.6 | 2/409          | Oposición |
| 1947 | 49,740 | 1.0 | 3/411          | Oposición |